# Attilio Redolfi
Attilio Redolfi (Aviano, 8 de septiembre de 1923 - Draguignan, 15 de junio de 1997) fue un ciclista italiano, nacionalizado francés en 1949.

## Biografía
Profesional de 1947 a 1957, Attilio Redolfi logró victorias en la Vuelta del Oeste y la Vuelta de Marruecos. Se era reconverti en una gran tienda de bicicletas a Savigny-sobre-Orge, citas de todos los amateurs de ciclismo de los alrededores.

## Palmareses
- 1948
  - Gran Premio de Espéraza
- 1950
  - Tour del Oeste
- 1951
  - Boucles de Seine Saint-Denis
  - 1.ª etapa del Critérium del Dauphiné
  - París-Saint-Étienne
  - Vuelta a Marruecos más una etapa

## Resultados sobre las grandes vueltas

### Tour de Francia
- 1949 : Abandono (5º etapa)
- 1950 : 20.º
- 1951 : Abandono (10.º etapa)
- 1953 : Abandono (14.º etapa)
- 1954 : Abandono (14.º etapa)